# منارک

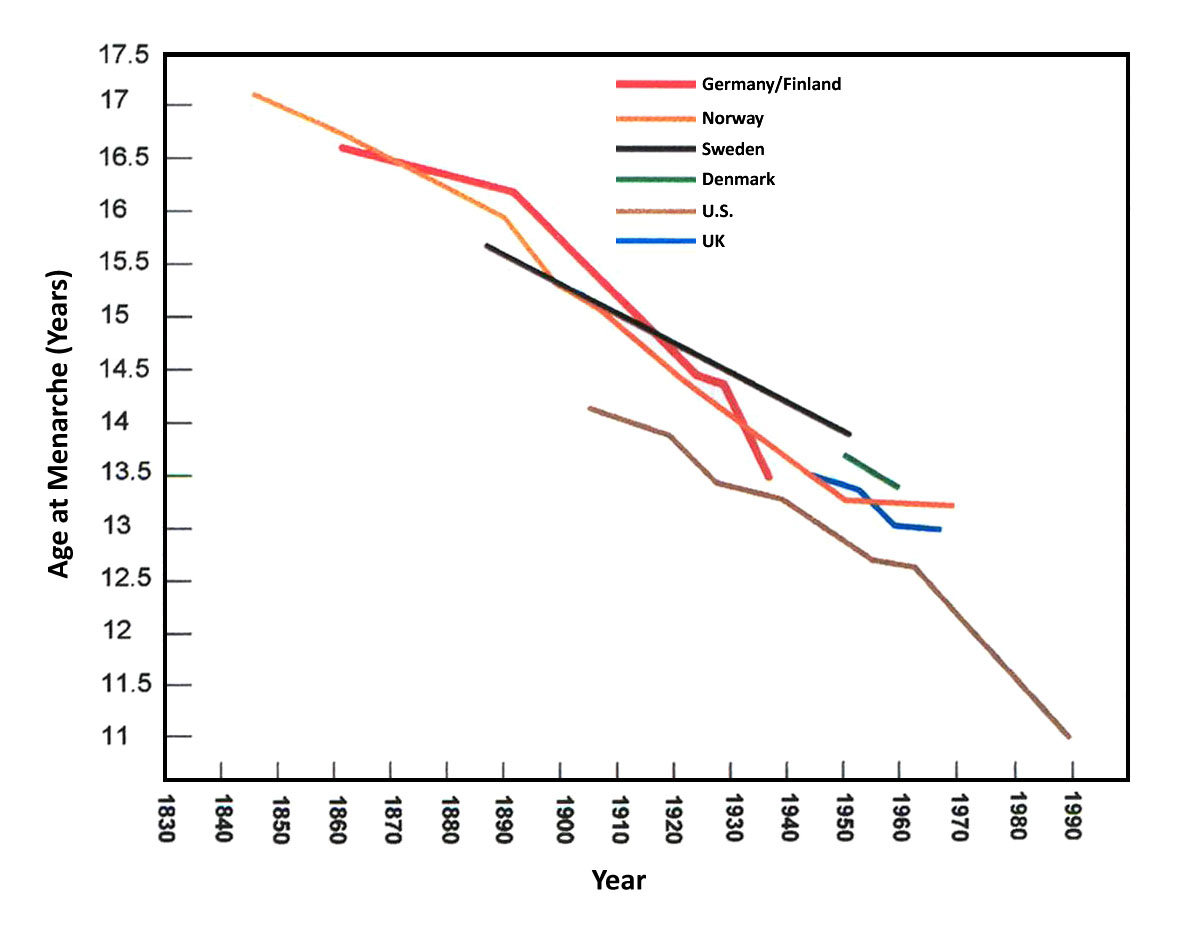
تغییر سن منارک از سال 1830تا 1990 در چند کشور اروپایی و ایالات متحده

مِنارک (انگلیسی: Menarch،/μήν/) شروع چرخه قاعدگی یا اولین خونریزی قاعدگی در جنس ماده انسان است. منارک در زبان عامیانه اولین پریود نامیده می‌شود. اولین خونریزی قاعدگی بیانگر این است که سال‌های باروری یک دختر شروع شده‌است.و باید بدانیم که حتی قبل از اولین خون‌ریزی قاعدگی احتمال بارداری وجود دارد.شاخص توده بدنی و خصوصیات فیزیکی شاخص‌های مناسبی برای تخمین و پیش‌بینی اولین قاعدگی نیستند. دختران معمولاً در سنین ۱۲ تا ۱۳ سالگی اولین خونریزی قاعدگی خود را تجربه می‌کنند. تا سن ۱۵ سالگی معمولاً ۹۸ درصد دخترها به اولین خونریزی قاعدگی را تجربه کرده‌اند.

## نشانه‌ها
پیش از اولین خونریزی قاعدگی نشانه‌های در بدن دختران ظاهر می‌شود
- رشد پستان‌ها:[۲]

اکثر دختران ۲ تا ۳ سال بعد از شروع رشد پستان‌ها اولین خونریزی قاعدگی را تجربه می‌کنند. در اولین مرحله، برآمدگی نوک پستان بیشتر می‌شود و سپس ناحیه تیره‌تر پستان شروع به رشد می‌کند و پستان ورم می‌کند و برآمده می‌شود.
- رویش مو در اطراف آلت تناسلی:[۲]

ممکن است علائم اولیه رشد موهای آلت تناسلی مدت کوتاهی پس از آغاز به رشد پستان‌ها مشاهده شود. گاهی این موها فقط چند عدد هستند ولی با گذر زمان تعداد آنها افزایش می‌یابد.
- ترشحات واژن:[۲]

حدود ۶ تا ۱۲ ماه قبل از اولین پریود، ممکن است متوجه ترشحات سفیدرنگی روی لباس زیرتان بشوید. این ترشحات بویی ندارد ولی وقتی روی لباس زیر خشک می‌شود ممکن است کمی زردرنگ بنظر برسد.
- فرم بدن و رشد:[۲] قد، شکل بدن، توزیع چربی و ترکیب بدن نیز در طول بلوغ سریعاً تغییر کرده و استخوان لگن، باسن، واژن، رحم و تخمدان‌ها رشد می‌کنند و تحت تأثیر هورمون‌ها بزرگتر می‌شوند. بوی بدن، چربی پوست و آکنه از تغییرات دیگر بدن است.

## چگونگی
معمولاً چرخه قاعدگی تا حدود دو سال پس از اولین قاعدگی (پریود) نامنظم است و پریودها به صورت منظم و در زمان مشخصی رخ نمی‌دهند. اولین خونریزی قاعدگی ممکن است کاملاً کوتاه همراه با دفع کم خون باشد، خونریزی قاعدگی دوم ممکن است طولانی‌تر و با خونریزی بیشتری همراه باشد. اساساً خونریزی‌های قاعدگی ممکن است با هم تفاوت داشته باشند و پس از گذشت چند سال، چرخه‌های قاعدگی باید منظم‌تر شوند، ولی همچنان ممکن است نوسان داشته باشد. در اکثر دختران رسیدن به ریتم منظم چرخه‌های قاعدگی تقریباً شش سال طول می‌کشد.